# Выгонощанское (заказник)
Выгонощанское — ландшафтный заказник республиканского значения в Брестской области Беларуси, входит в сеть водно-болотных угодий, охраняемых согласно Рамсарской конвенции.

## История
Гидрологический заказник Выгонощанское был создан в 1968 году на границе Ганцевичского, Ивацевичского и Ляховичского районов постановлением Совета Министров БССР от 18.11.1968 № 342 с целью сохранения одного из крупнейших лесо-болотных массивов Европы на главном европейском водоразделе рек Балтийского и Чёрного морей бассейнов рек Щара и Ясельда. В 2007 году заказник преобразовали в ландшафтный.

## Описание
«Выгонощанское» входит в сеть рамсарских водно-болотных угодий. Современная площадь заказника составляет более 55 тыс. га. В него входят озёра Выгонощанское и Бобровичское, а также прилегающая территория, представляющую собой в основном заболоченную равнину: около 10 тыс. лет назад на этом месте находилось приледниковое озеро площадью около 500 км². Доля естественных экосистем в заказнике превышает 96 %, его территория является одним из крупнейших в Европе слабонарушенных участков луговой поймы, по ней пролегают важные миграционные пути перелётных птиц.
Свыше 24 % территории занимают открытые болота . Однако, ландшафты заказника мозаичны: среди болот нередко встречаются минеральные острова поросшие широколиственными лесами (нередко высоковозрастными), встречаются пустоши, луга, среди открытых болот проходят суходольные гряды. Из представленных лесов наибольшую площадь занимают пушистоберёзовые и бородавчатоберёзовые, фрагментарно встречаются дубовые, ясеневые, грабовые и сосновые .
Дирекция заказника находится в деревне Телеханы.

## Флора и фауна
На территории заказника зарегистрировано 547 видов сосудистых растений, из них многие являются редкими и охраняемыми: например,
зубянка клубненосная, лук медвежий, венерин башмачок настоящий, любка зелёноцветная, лилия кудреватая, наяда большая, неоттианта клобучковая, одноцветка одноцветковая, хаммарбия болотная, хохлатка полая и др. Многие из них на территории заказника находятся на пределе своего географического распространения. Также в «Выгонощанском» произрастают вековые дубы, некоторые из которых старше 600 лет.
В заказнике зарегистрирован 58 вид млекопитающих, 7 видов пресмыкающихся и 12 земноводных. В «Выгонощанском» ценны крупные популяции бобра, волка, лисицы, куниц, американской норки, а также рептилий и амфибий — гадюки, болотной черепахи, медянки. Заказник играет важную роль в поддержании популяций прудовой ночницы, сони-полчка, орешниковой сони, малой вечерницы, северного кожанка, барсука и рыси. В местных озёрах и реках водится 31 вид рыб, преимущественно семейства карповых. Орнитофауна представлена 220 видами птиц, 51 из них занесён в Красную книгу Беларуси. Из них глобально под угрозой глобального исчезновения находятся большой подорлик, орлан-белохвост, белоглазая чернеть, дупель, вертлявая камышовка. «Выгонощанское» является одним из последних мест обитания глухаря западноевропейского подвида Tetrao urogallus major. Среди краснокнижных беспозвоночных заказника — пиявка медицинская, большой сплавной паук, коромысло зелёное, различные виды жужелиц.

## Туризм
Заказник «Выгонощанское» открыт для экологического туризма. Одним из самых популярных является прогулочный маршрут вдоль Огинского канала, на котором можно увидеть доты времён Первой мировой войны и сохранившиеся шлюзы Огинского канала. По заказнику проложено несколько маршрутов для бёрдвотчинга, популярных среди орнитологов всего мира.
В заказнике разрешена охота — здесь добывают тетерева, глухаря, кабана, оленя и лося. База отдыха «Выгоновское» — бывший правительственный объект, несостоявшаяся охотничья дача, строительство которой началось при Петре Машерове.
В заказнике найдены стоянки неандертальцев, поселения каменного века, древнее городище поленцев. Музей Бычковского в деревне Бобровичи хранит предметы быта полесской цивилизации, в нём представлены каменные скребки возрастом 9000 лет, предметы древнего быта, а также более молодые артефакты — монеты и украшения от XVI до XX веков.
На территории заказника «Выгонощанское» происходит действие части книги Аркадия Недялкова «Натуралист в поиске».
На территории заповедника в Ивацевичском районе расположен музей-хата полешука. Использован аутентичный дом 1921 года постройки.

## Популяция
В 1960-х и 1970-х на озере Выгонощанском в осеннюю миграцию собиралось до 12 тысяч особей крякв, ежегодно регистрировалось не менее 100 кладок красноголовой чернети и чуть меньше — хохлатой чернети, а также других утиных. Неограниченный отлов рыбы в озере и местных реках привёл к тому, что уже к 1980-м популяция уток резко сократилась, к началу 2000-х снизилась до 1000 особей, а к 2010-м — до 760. Падение численности водоплавающих птиц в местной экосистеме орнитологи оценивают как катастрофическое. К началу 2000-х под угрозой оказались популяции благородного оленя и лося, которые восстанавливали путём завоза.
Угрозой природе заповедника является возможное расширение мелиоративных работ, при котором нарушатся естественные водные режимы. Также для сохранения биоразнообразия опасны неустойчивые ведение сельского хозяйства, распашка земель, охота, рыбная ловля и вырубка леса.